# Charles Webster Leadbeater
Charles Webster Leadbeater (Stockport, 16 febbraio 1854 – Perth, 1º marzo 1934) è stato un vescovo vetero-cattolico e teosofo britannico, co-fondatore, insieme a J. I. Wedgwood, della Chiesa cattolica liberale.

## Biografia
Leadbeater nacque a Stockport, nel villaggio di Greater Manchester, in Inghilterra. Suo padre, Charles Leadbeater, nacque invece a Lincoln, sua madre Emma a Liverpool. Secondo i registri pubblici era l'unico figlio della coppia. Nel 1861 la famiglia si trasferì a Londra, dove suo padre lavorava in ferrovia, e morì di tubercolosi quando Leadbeater aveva ancora otto anni.
Quattro anni più tardi la banca dove la famiglia conservava i risparmi fallì. Senza i finanziamenti per l'università, Leadbeater iniziò a lavorare nelle officine dopo aver ottenuto il diploma di scuola superiore per aiutare economicamente sua madre.
Lo zio, William Wolfe Capes, fratello del suo defunto padre e politico, era un sacerdote anglicano dalla fama riconosciuta. Grazie alla sua influenza, Leadbeater fu ordinato anch'egli sacerdote anglicano nel 1879 a Farnham, dal vescovo di Winchester. Dal 1881 andò a vivere con la madre in un cottage che suo zio aveva costruito nel Bramshott. Durante questo periodo Leadbeater iniziò ad interessarsi alla spiritualità e all'occulto, dopo aver assistito alle lezioni di spiritismo di Daniel Dunglas Home, presunto medium.

### Inizi nella Società Teosofica

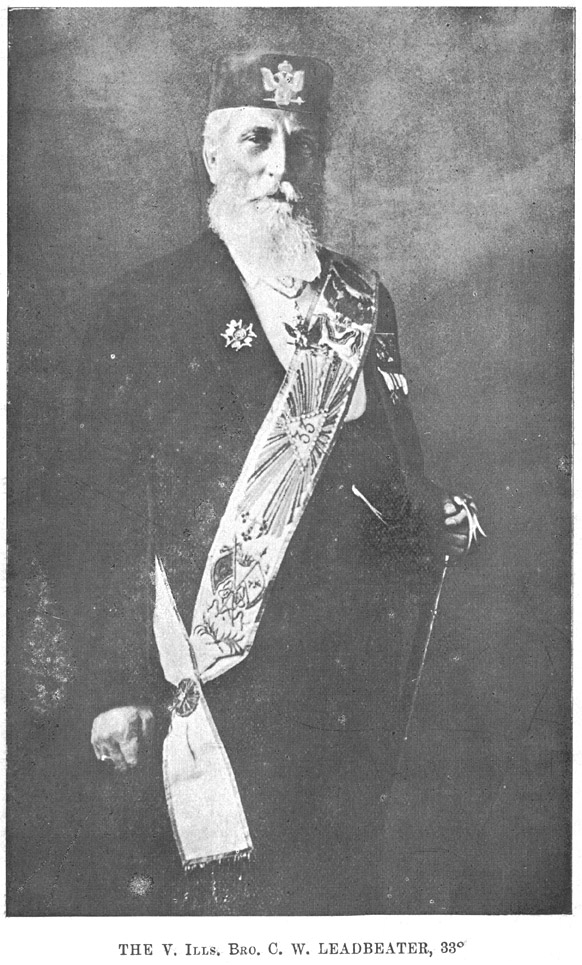
Leadbeater in abiti da massone di 33º grado del Rito scozzese antico ed accettato

Il suo interesse per l'occultismo venne stimolato dal libro Occult world di Alfred Percy Sinnett, e si unì alla Società Teosofica, di cui Sinnett faceva parte, nel 1883, abbandonando la Chiesa anglicana. L'anno seguente Leadbeater incontrò Helena Blavatsky, fondatrice della società, quando visitò Londra; dopo averlo accettato come suo pupillo, la Blavatsky lo spinse a diventare vegetariano.
Dopo aver letto il libro Lettere dei Mahatma, che lo invogliarono a recarsi in India, giunse ad Adyar nel 1884. Qui scrisse vari libri, ricevendo visite e corsi di formazione da quei «maestri» che, secondo la Blavatsky, avevano ispirato la formazione della Società Teosofica, in quanto guide occulte del movimento appena sorto.
Nel 1889, Sinnett chiese a Leadbeater di tornare in Inghilterra per fare da tutore a suo figlio e a George Arundale. Leadbeater accettò e portò con sé uno dei suoi allievi, Curuppumullage Jinarajadasa. In seguito Leadbeater diventò uno dei massimi interlocutori della società, sebbene per pochi anni, e segretario della London Lodge.

### Direzione a Ceylon
Nel 1885, Leadbeater si recò insieme ad Henry Steel Olcott, primo presidente della Società Teosofica, presso Burma e Ceylon (oggi Sri Lanka). A Ceylon fondarono insieme la English Buddhist Academy, dove Leadbeater operò come primo direttore della struttura, in condizioni pesantemente austere. La scuola si espanse gradualmente fino a diventare l'Ananda College.

### Incontro con la Blavatsky e Annie Besant
Dopo che Madame Blavatsky lasciò Adyar nel 1886 per tornare in Europa, Leadbeater si recò nuovamente in India e iniziò a lavorare nei quartier generali della Società Teosofica. Qui conobbe il maestro Kuthumi, che gli suggerì di praticare il Kundalini Yoga per sviluppare il potere della chiaroveggenza; dopo 42 giorni di sforzi continui, Leadbeater affermò di aver ottenuto, mentre era ancora nello stato di veglia, una coscienza astrale, che secondo la dottrina teosofica è la capacità di percepire le vibrazioni del più alto stato della materia immediatamente superiore a quello fisico.
Nel 1891, dopo la morte di Madame Blavatsky, Annie Besant prese il controllo della Società Teosofica insieme ad Olcott. Leadbeater si incontrò con lei nel 1894, e venne invitato da quest'ultima a vivere nei London Theosophical Headquarters, dove era deceduta la Blavatsky pochi anni prima.

### Accuse di pedofilia, espulsione e ritorno in Società
Nel 1906 Leadbeater venne accusato di costringere adolescenti, alunni sotto la sua istruzione, a masturbarsi. Mary Lutyens raccolse le testimonianze di tali allievi nel libro Krishnamurti: The Years of Awakening, dove afferma che i ragazzi in questione avrebbero rivelato queste pratiche ai loro genitori; la Società Teosofica di Chicago aveva rivolto medesimi rimproveri contro Leadbeater.
Nel 1906 una commissione della sezione statunitense della Società venne nominata per indagare sui fatti di pederastia in cui era coinvolto Leadbater, ma, prima della riunione, quest'ultimo diede le sue dimissioni per «salvare la società dalla vergogna», come scrisse Henry Steel Olcott..
Leadbeater rispose alle accuse affermando che la pressante sessualità adolescenziale avrebbe portato i suoi allievi ad avere incontri con delle prostitute, e quindi per «proteggerli» doveva insegnar loro a scaricare regolarmente l'energia sessuale attraverso la masturbazione per evitare le conseguenze karmiche e morali dei rapporti sessuali a suo dire illeciti con le ragazze.
Negli anni seguenti, Lutyens ebbe da dire sulla salvaguardia degli allievi preferiti di Leadbeater, alcuni dei quali dormivano con lui nella sua stessa stanza e con i quali Leadbeater avrebbe avuto rapporti sessuali veri e propri. Altri membri della società lo accusarono di aver toccato i genitali ad un ragazzino prepubero.
Ciò nonostante e il ripetersi di episodi simili nel corso degli anni, nessuna delle accuse che gli vennero rivolte portarono mai a dei procedimenti giudiziari o delle sentenze contro Leadbeater, soprattutto perché questi riusciva sempre a scamparla appena in tempo. Un giudice in un caso di custodia segnalato in India (per quanto riguarda il tutore legale di Jiddu Krishnamurti e suo fratello Nityananda) osservò nel suo regolamento che Leadbeater era ancorato ad «idee immorali». Ciò spinse Annie Besant, amica e collaboratrice di Leadbeater, ad effettuare una copertura mediatica sul Times di Londra.
Era comunque risaputo nella Società Teosofica che Leadbeater aveva un rapporto problematico e ambiguo, soprattutto sul piano sessuale, con i giovani studenti di cui si occupava. Più tardi, nel 1909, venne riabilitato nella Società Teosofica in conseguenza della pressione che Annie Besant, divenuta presidentessa dopo intense lotte intestine all'organizzazione, aveva esercitato sugli altri membri.

### Il periodo con Krishnamurti e l'abbandono
Leadbeater si occupò quindi del suo allievo Krishnamurti, all'epoca quattordicenne, «scoperto» in una spiaggia privata vicino ai quartier generali della Società Teosofica di Adyar. Leadbeater riteneva che Krishnamurti fosse il «vascello» in cui sarebbe stato incanalato il professore del mondo, la cui apparizione imminente era attesa dai teosofi. Così come Mosè, Zoroastro, Buddha, Gesù e Maometto, anche Krishnamurti avrebbe creato una nuova religione, secondo Leadbeater.
Leadbeater si trasferì stabilmente ad Adyar nel 1915 per educare Krishnamurti; visse i suoi anni di vecchiaia in Australia, a Sydney, dove rimase definitivamente. Durante quest'ultima fase della sua vita, Krishnamurti rinunciò al ruolo che lui e altri teosofi avrebbero voluto che ricoprisse. Krishnamurti si dissociò dalla Società Teosofica, dalle sue dottrine e pratiche, e durante i decenni successivi divenne noto come oratore influente sul piano religioso e filosofico, molto critico nei confronti della teosofia.

### Wedgwood e la Chiesa cattolica liberale
Leadbeater incontrò nello stesso anno James Ingall Wedgwood, teosofo e primo vescovo della Chiesa cattolica liberale, che il 12 giugno 1915 lo iniziò in massoneria.  e in seguito lo consacrò vescovo nel 1916.

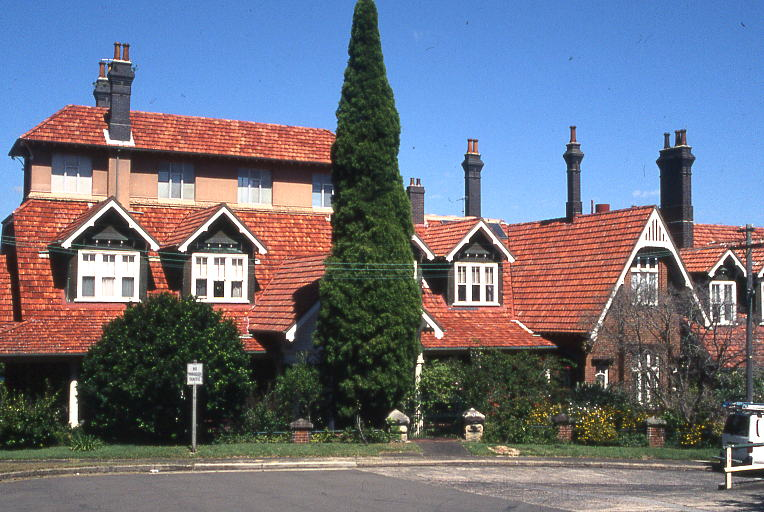
The Manor, dove Leadbeater rimase dal 1922 al 1929

A partire da questo momento, in Australia e Nuova Zelanda crebbe l'interesse pubblico per la teosofia, e Sydney all'epoca poteva essere paragonata ad Adyar come centro dell'attività teosofica. Nel 1922 la Società Teosofica affittò una villa conosciuta come The Manor, situata nei sobborghi di Mosman. Leadbeater andò a risiedere in questo luogo dove dirigeva una sua comunità di teosofi. The Manor si allargò, diventando un grande centro teosofico, rinomato come la più grande casa delle forze dell'occultismo.

Nello stesso anno vi fu un nuovo scandalo riguardante Leadbeater, accusato di esser stato trovato a letto con Oscar Kellerstrom, figlio di un sacerdote della Chiesa cattolica liberale.
The Manor iniziò ad accettare anche la presenza di teosofe donne, tra le quali le più note sono Clara Codd, futura presidentessa della Società Teosofica statunitense, la chiaroveggente Dora van Gelder e Mary Lutyens, che scrisse una biografia autorizzata di Krishnamurti.
In questi anni Leadbeater si impegnò per modificare la liturgia cattolica della Chiesa cattolica liberale, rimuovendo dal credo di quest'ultima gli elementi della Bibbia e del cristianesimo da lui ritenuti inopportuni.
Convinto sostenitore del vegetarianismo, morì per diabete e attacco cardiaco nel 1934.

## Cristianesimo e teosofia
Per anni Leadbeater aveva sentito il desiderio di spingersi oltre il limite sensoriale dello spazio e del tempo, per conoscere ciò che già è, ma che noi possiamo solo descrivere come ciò che sarà, con i limiti della percezione del presente.
Leadbeater risultò inoltre determinante all'interno del movimento teosofico per aver rafforzato la tendenza al connubio con il cristianesimo, iniziata già con Annie Besant e proseguita con James Ingall Wedgwood. L'interesse verso la tradizione cristiana e in particolare cattolica si risvegliò in Leadbeater a seguito di un'esperienza da lui vissuta in un villaggio siciliano, durante una messa, nella quale racconta di aver assistito al fenomeno della transustanziazione con i suoi occhi da veggente, al momento dell'Eucaristia:
(C.W. Leadbeater, Il lato nascosto delle cose, trad. it., pag. 145, Milano, Alaya, 1949)

## Opere
- Dreams (What they are and how they are caused) (1893)
- Theosophical Manual Nº5: The Astral Plane (Its Scenery, Inhabitants and Phenomena) (1896)
- Theosophical Manual Nº6: The Devachanic Plane or The Heaven World Its Characteristics and Inhabitants (1896)
- The Story of Atlantis (con William Scott-Elliot) (1896)
- Reincarnation (1898)
- Our Relation to Our Children (1898)
- Clairvoyance (1899)
- Thought Forms (con Annie Besant) (1901)
- An Outline of Theosophy (1902)
- Man Visible and Invisible (1902)
- Some Glimpses of Occultism, Ancient and Modern (1903)
- The Christian Creed (1904)
- The Inner Life (1911)
- The Perfume of Egypt and Other Weird Stories (1911)
- The Power and Use of Thought (1911)
- The Life After Death and How Theosophy Unveils It (1912)
- A Textbook of Theosophy (1912)
- Man: Whence, How and Whither (con Annie Besant) (1913)
- Vegetarianism and Occultism (1913)
- The Hidden Side of Things (1913)
- Occult Chemistry (1916)
- The Monad and Other Essays Upon the Higher Consciousness (1920)
- The Inner Side Of Christian Festivals (1920)
- The Science of the Sacraments (1920)
- The Lives of Alcyone (con Annie Besant) (1924)
- The Liturgy According to the Use of the Liberal Catholic Church (con J.I. Wedgwood) (1924)
- The Masters and the Path (1925)
- Talks on the Path of Occultism (1926)
- Glimpses of Masonic History (1926)
- The Hidden Life in Freemasonry (1926)
- The Chakras (1927)
- Spiritualism and Theosophy Scientifically Examined and Carefully Described (1928)
- The Noble Eightfold Path. Written in collaboration with Annie Besant (1955)
- Messages from the Unseen (1931)

### Traduzioni in italiano
- Alcuni insegnamenti fondamentali della teosofia (1892-1895)
- I sogni. Natura e cause
- Aiutatori invisibili
- Chiaroveggenza. Tipi e metodi di sviluppo
- Le forme pensiero (con Annie Besant)
- L'uomo visibile e l'uomo invisibile
- Il piano astrale. Il suo aspetto, i suoi abitanti, i fenomeni parapsicologici
- Il pensiero che guarisce e la telepatia
- Chimica Occulta (con Annie Besant e Curuppumullage Jinarajadasa)
- Egitto magico. Storie fuori dall'ordinario
- La vita dopo la morte
- L'uomo, origini ed evoluzione (L'uomo donde viene e dove va)
- Il lato nascosto delle cose
- Il lato nascosto delle festività cristiane[22]
- La scienza dei sacramenti
- I maestri e il sentiero
- Scorci di storia massonica, riedito postumo come La massoneria e gli antichi misteri
- La vita nascosta della massoneria
- I Chakra
- Storie vere di fantasmi
- Devachan. Il mondo del paradiso. Caratteristiche ed abitanti
- Il primo libro dei chakra
- Magia bianca e nera ed uso ed abuso dei poteri psichici
- Cenni sulla morte (con Annie Besant)

## Genealogia episcopale
La genealogia episcopale è:
Chiesa Cattolica
- Cardinale Scipione Rebiba
- Cardinale Giulio Antonio Santori
- Cardinale Girolamo Bernerio, O.P.
- Arcivescovo Galeazzo Sanvitale
- Cardinale Ludovico Ludovisi
- Cardinale Luigi Caetani
- Vescovo Giovanni Battista Scanaroli
- Cardinale Antonio Barberini iuniore
- Arcivescovo Charles-Maurice le Tellier
- Vescovo Jacques Bénigne Bossuet
- Vescovo Jacques de Goyon de Matignon
- Vescovo Dominique Marie Varlet

Chiesa Romano-Cattolica Olandese del Clero Vetero Episcopale
- Arcivescovo Petrus Johannes Meindaerts
- Vescovo Johannes van Stiphout
- Arcivescovo Walter van Nieuwenhuisen
- Vescovo Adrian Jan Broekman
- Arcivescovo Jan van Rhijn
- Vescovo Gisbert van Jong
- Arcivescovo Willibrord van Os
- Vescovo Jan Bon
- Arcivescovo Johannes van Santen

Chiesa Vetero-Cattolica
- Arcivescovo Hermann Heykamp
- Vescovo Casparus Johannes van Rinkel
- Arcivescovo Gerardus Gul
- Vescovo Arnold Harris Mathew
- Vescovo Frederick Samuel Willoughby

Chiesa Cattolica Liberale
- Vescovo James Ingall Wedgewood
- Vescovo Charles Webster Leadbeater